# 橫條紋南鰍
橫條紋南鰍（學名：Schistura striata）為輻鰭魚綱鯉形目條鰍科南鰍屬的其中一種。被IUCN列為瀕危保育類動物，分布於亞洲印度喀拉拉邦的 Wynaad與卡納塔克邦的Shimoga流域，體長可達5公分，棲息在礫石底質的河川底層水域，生活習性不明。

## 扩展阅读
維基物種上的相關：橫條紋南鰍